# DDEF2
DDEF2‏ (ArfGAP with SH3 domain, ankyrin repeat and PH domain 2) هوَ بروتين يُشَفر بواسطة جين DDEF2 في الإنسان.